# Ariana Arseneault
Ariana Arseneault (Richmond Hill, 15 giugno 2002) è una tennista canadese.

## Carriera
Ariana Arseneault ha vinto 7 titoli in doppio nel circuito ITF in carriera. Il 4 novembre 2024 ha raggiunto il best ranking in singolare raggiungendo la 620ª posizione mondiale, mentre nella stessa data ha raggiunto la 165ª posizione in doppio.
Arseneault ha giocato tennis collegiale alla Università della Georgia prima di trsferirsi alla Università di Auburn.
Ha fatto il suo debutto nel circuito maggiore alla Rogers Cup 2019, grazie ad una wildcard per le qualificazioni, sconfitta nel primo turno dalla statunitense Christina McHale.
Anni dopo, nel 2024, prende parte al suo primo tabellone principale grazie ad una wildcard al National Bank Open 2024 nel doppio insieme alla connazionale Mia Kupres. Al primo turno estromettono a sorpresa le teste di serie numero 6 Ulrikke Eikeri e Ellen Perez in rimonta, nel secondo turno approfittano del ritiro di Marie Bouzková e Anna Danilina accedendo ai primi quarti di finale WTA della carriera. Vengono eliminate dalle favorite del torneo Gabriela Dabrowski e Erin Routliffe al tie-break del terzo set. In precedenza, il duo Arseneault e Kupres si era aggiudicato il Championnats Banque Nationale de Granby, un torneo ITF da $60.000.
Il 9 novembre 2024, Ariana ha raggiunto la prima finale WTA 125 della carriera in doppio al Dow Tennis Classic, a Midland, dove sempre in coppia con Kupres vengono sconfitte in finale dalle britanniche Emily Appleton e Maia Lumsden con il punteggio di 2-6, 6-4, [5-10].
Durante l'Omnium Banque Nationale 2025, ottiene l'invito tramite una wildcard e riesce a superare le qualificazioni, accedendo per la prima volta in carriera in un main draw di un torneo WTA, facendolo in uno di categoria 1000, dove è sconfitta nel primo turno dalla ex numero 1 del mondo e quattro volte campionessa Slam Naomi Ōsaka in due set.

## Circuito WTA 125

### Doppio

#### Sconfitte (1)
| N. | Data            | Torneo                          | Superficie  | Compagna   | Avversarie in finale        | Punteggio        |
| 1. | 9 novembre 2024 | Midland Tennis Classic, Midland | Cemento (i) | Mia Kupres | Emily Appleton Maia Lumsden | 2-6, 6-4, [5-10] |

## Statistiche ITF

### Singolare

#### Sconfitte (1)
| Torneo $100.000 (0) |
| Torneo $80.000 (0)  |
| Torneo $60.000 (0)  |
| Torneo $40.000 (0)  |
| Torneo $25.000 (1)  |
| Torneo $15.000 (0)  |

| N. | Data            | Torneo                                      | Superficie  | Avversaria in finale | Punteggio     |
| 1. | 13 ottobre 2024 | Edmonton National Bank Challenger, Edmonton | Cemento (i) | Julie Belgraver      | 1-6, 6-3, 2-6 |

### Doppio

#### Vittorie (7)
| Torneo $100.000 (0) |
| Torneo $80.000 (0)  |
| Torneo $60.000 (2)  |
| Torneo $40.000 (0)  |
| Torneo $25.000 (4)  |
| Torneo $15.000 (1)  |

| N. | Data              | Torneo                                          | Superficie  | Compagna       | Avversaria in finale                  | Punteggio           |
| 1. | 19 dicembre 2021  | World Tennis Tour Cancun, Cancún                | Cemento     | Stacey Fung    | Eleonore Tčakarova Verginie Tčakarova | 1–6, 7–6(2), [10–7] |
| 2. | 21 maggio 2022    | Pelham Racquet Club Pro Classic, Pelham         | Terra verde | Carolyn Ansari | Reese Brantmeier Elvina Kalieva       | 7-5, 6-1            |
| 3. | 20 luglio 2024    | Championnats Banque Nationale de Granby, Granby | Cemento     | Mia Kupres     | Liang En-shuo Park So-hyun            | 6-4, 2-6, [10-6]    |
| 4. | 24 agosto 2024    | Saskatoon Challenger, Saskatoon                 | Cemento     | Mia Kupres     | Hiroko Kuwata Maribella Zamarripa     | 6-4, 6-3            |
| 5. | 7 settembre 2024  | Punta Cana Women's, Punta Cana                  | Terra rossa | Kayla Cross    | Margaux Maquet María Martínez Vaquero | 6-4, 7-6(5)         |
| 6. | 14 settembre 2024 | Punta Cana Women's, Punta Cana                  | Terra rossa | Kayla Cross    | Jibek Kulambaeva Sahaja Yamalapalli   | 6-1, 5-7, [10-8]    |
| 7. | 21 febbraio 2025  | Lexus British Pro Series Manchester, Manchester | Cemento (i) | Anna Rogers    | Weronika Falkowska Martyna Kubka      | 6(5)-7, 6-1, [10-8] |

#### Sconfitte (1)
| Torneo $100.000 (0) |
| Torneo $80.000 (0)  |
| Torneo $60.000 (0)  |
| Torneo $40.000 (0)  |
| Torneo $25.000 (1)  |
| Torneo $15.000 (0)  |

| N. | Data           | Torneo                       | Superficie | Compagna       | Avversaria in finale                 | Punteggio |
| 1. | 25 giugno 2022 | Wichita Tennis Open, Wichita | Cemento    | Carolyn Ansari | Allura Zamarripa Maribella Zamarripa | 4-6, 2-6  |